# Jordi Fayos i López
Jordi Fayos i López és un sindicalista català. Militant de la Joventut Nacionalista de Catalunya (JNC), fou regidor de Mataró per CiU. El 1986 fou secretari del Sindicat de Quadres de Catalunya (SQC) i el 1987 de la Confederació Sindical Catalana (CSC), però quan aquesta es trencà el 1988 va constituir la Confederació Sindical de Treballadors de Catalunya, de la que en fou secretari general.
El 1994 fou nomenat secretari general adjunt de la Unió Sindical Obrera de Catalunya (USOC) quan la CSTC s'hi incorporà, però poc després deixà el nou sindicat. El 2000 es va incorporar a la UGT de Catalunya, on és membre del Consell Nacional i ha estat membre del consell de la fundació de la Universitat Oberta de Catalunya el 2001-2002.